# Gerhard Stoye
Alexander Werner Gerhard Stoye (* 3. Februar 1911; † 1. Juni 1993) war ein deutscher Sozialpädagoge und Maler.
Im Hauptberuf Sozialpädagoge, kam er als Heimleiter des Pestalozzi Kinder- und Jugenddorfes nach Hamburg. Er blieb später als freier Maler in der Hansestadt. Seine Werke sind überwiegend Aquarelle und Miniaturen in Aquarell. Viele Bilder entstanden im Roussillon (Südfrankreich) oder in Jersbek (Schleswig-Holstein).
Gerhard Stoye erhielt seine letzte Ruhestätte auf dem Friedhof Wohldorf.

## Bücher
- Jenseits der Zeit ist Ewigkeit: Texte der Hoffnung; hrsg. von Wolfgang Brinkel, Kiefel, 1998, ISBN 3-7811-5667-2
- Alles ist Geschenk: Texte der Dankbarkeit; hrsg. von Wolfgang Brinkel, Kiefel, 1999, ISBN 3-579-05668-9
- Es ist noch lange nicht Abend: Vom Glück, älter zu werden; hrsg. von Wolfgang Brinkel, Kiefel, 2000, ISBN 3-579-05669-7
- Jeder Tag ist ein neuer Anfang: Von der Zuversicht, gesund zu werden; hrsg. von Wolfgang Brinkel, Kiefel, 2001, ISBN 3-579-05666-2

| Personendaten    | Personendaten                                        |
| ---------------- | ---------------------------------------------------- |
| NAME             | Stoye, Gerhard                                       |
| ALTERNATIVNAMEN  | Stoye, Alexander Werner Gerhard (vollständiger Name) |
| KURZBESCHREIBUNG | deutscher Sozialpädagoge und Maler                   |
| GEBURTSDATUM     | 3. Februar 1911                                      |
| STERBEDATUM      | 1. Juni 1993                                         |